# دان بلاكبيرن
دان بلاكبيرن هو لاعب هوكي الجليد كندي، ولد في 20 مايو 1983 في مونتريال في كندا.

## وصلات خارجية
- دان بلاكبيرن على موقع دوري الهوكي الوطني (الإنجليزية)
- دان بلاكبيرن على موقع قاعة مشاهير الهوكي (لاعب أن.إتش.أل) (الإنجليزية)
- دان بلاكبيرن على موقع EliteProspects.com (الإنجليزية)
- دان بلاكبيرن على موقع HockeyDB.com (الإنجليزية)
- دان بلاكبيرن على موقع Hockey-Reference.com (الإنجليزية)